# إريك شنايدر
إريك شنايدر (بالألمانية: Erich Schneider)‏ هو مهندس وضابط ألماني، ولد في 12 أغسطس 1894 في بيدنكوبف في ألمانيا، وتوفي في 3 أغسطس 1980 في فيسبادن في ألمانيا.